# Antoine Marie Paris d'Illins
Pour les articles homonymes, voir Paris (homonymie).
Antoine Marie Pâris d'Illins, né le 9 mars 1746 à Paris et mort le 18 novembre 1809 à Ocaña en Espagne, est un général français de la Révolution et de l’Empire.

## Biographie
Antoine Marie Pâris d'Illins est le fils d'Antoine Pâris d’Illins, lui même fils de Claude Pâris la Montagne, l'un des quatre frères Pâris, financiers sous le règne de Louis XV. Antoine Marie épouse Cunégonde Brillon de Jouy, la fille de la musicienne et salonnière  Anne Louise Brillon de Jouy.

### Du soldat au général de brigade
Il entre en service le 1er janvier 1761, et il passe lieutenant le 10 novembre 1762. Le 17 mai 1773, il devient capitaine au régiment de Nassau hussards avant d’être affecté au régiment Colonel-Général dragons le 18 décembre 1776. Lieutenant-colonel le 5 avril 1780, il est fait chevalier de Saint-Louis le 7 novembre 1784. Il est ensuite nommé colonel le 5 février 1792 au 6e régiment de hussards. Il est promu maréchal de camp à l’armée du Centre le 22 mai 1792, mais il quitte son poste pour émigrer en Angleterre le 16 août suivant. Autorisé à rentrer en France, il est admis à la retraite avec le grade de colonel le 25 septembre 1801.
En mars 1791, à Londres, sous l'expertise de James Edwards (1756-1816), il met en vente sa bibliothèque, en partie héritée de ses oncles et parents, dont Jean-Baptiste Pâris de Meyzieu.

### Sous l'Empire
Le 16 juin 1804, il est affecté à Bruges comme simple volontaire auprès de son ami le général Dumas, et en 1805, il participe à la campagne d’Autriche au sein du 3e corps du maréchal Davout. Il est fait chevalier de la Légion d’honneur le 29 mai 1806, et le 25 mars 1807, après plusieurs demandes il est finalement réintégré dans son grade de général de brigade. Le 25 avril 1807, il prend le commandement du dépôt de cavalerie de Pontivy, et le 10 août 1808, il est nommé inspecteur à l’organisation de la cavalerie dans la Légion portugaise. 
Le 17 octobre 1808, il commande la cavalerie du 4e corps d’armée de l’armée d’Espagne sous les ordres de Horace Sébastiani. Lors de la bataille d'Ocaña, le 18 novembre 1809, il est tué en menant la charge de ses 1000 cavaliers. Le rôle de ces derniers est décisif dans la plus grande victoire des Français en Espagne.

## Descendance
Son fils aîné Adolphe meurt sur le champ de bataille. Son dernier fils, Raoul Pâris d'Illins (1808-1874), est maire de Villers-sur-Mer et a trois filles.